# Qivitoq
Qivitoq (eigentlich nach alter Rechtschreibung K'ivítoĸ, heute Qivittoq [qivitːɔq] der in die Berge geht) ist ein dänischer Farbfilm aus dem Jahr 1956 sowie der fünfte Film des Regisseurs Erik Balling. Er wurde 1957 für einen Oscar als bester fremdsprachiger Film nominiert und gewann einen Sonderpreis bei den Internationalen Filmfestspielen von Cannes. Das Melodram spielt auf Grönland, das mit Naturaufnahmen und Darstellungen des einheimischen Alltags den Rahmen für vier Liebesgeschichten bildet. Zudem thematisiert der Film die Modernisierung des grönländischen Lebens und die damit verbundenen Probleme.

## Handlung
Eva Nygaard aus Kopenhagen besucht die kleine, nördlich des Polarkreises gelegene, fiktive Stadt Frederiksminde auf Grönland, um dort ihren Verlobten, den Arzt Erik Halsøe, zu überraschen. Bei ihrer Ankunft im Krankenhaus begegnet ihr noch vor ihrem Verlobten die Krankenschwester Kirsten Prage. Diese setzt Eva ins Bild. Erik sei mit ihr eine Liaison eingegangen und Eva somit hier unwillkommen.
Der Kolonialverwalter Frederikmindes Marius Mariboe und seine Frau bieten Eva ihre Hilfe an, vor allem, da Eva frühestens in einer Woche wieder abfahren könne. Eva findet es unerträglich, dass alle vor Ort von dem Geschehenen wissen. So kommt es dazu, dass Eva zur Außenstelle Sermelik weiterreist, um von dort aus wieder nach Dänemark zurückzufahren. Der Leiter der Außenstelle Jens Lauritzen ist alles andere als davon begeistert.
Unterdessen wartet der Einheimische Pavia auf sein neues Boot aus Dänemark. Er war bisher Robbenfänger in Sermelik, soll nun aber auf Wunsch von Jens Lauritzen Fischer werden, da die Robben weniger werden. Jens hegt die Hoffnung, dass die anderen Dorfbewohner Pavia folgen werden, denn dass die Angelegenheit ein Erfolg wird, steht für ihn außer Frage. Er sichert Pavia seine Hilfe zu.
Eva und Jens vertragen sich nicht. Bei einer Erkundungstour in die Umgebung Sermeliks verläuft sich Eva und Pavia kommt ihr zu Hilfe. Das freundliche Einvernehmen zwischen den beiden verärgert Naja, Pavias Freundin. Nach diesem Abenteuer hat Jens endgültig genug und will Eva in der Hoffnung, dort für sie eine Rückreise ausfindig zu machen, mit dem eigenen Boot zum ungefähr acht Stunden entfernten Uummannaq fahren.
Aufgrund der Kombination von dichtem Nebel und einem Eisfeld muss das Boot jedoch nach Sermelik zurückkehren. Während des letzten Stückes der Rückfahrt beginnen die beiden sich zu unterhalten und Eva erfährt unter anderem, dass Jens’ Frau es nicht auf Grönland ausgehalten und ihn deshalb verlassen hat.
Anlässlich der ersten von Nuka, Pavias Bruder, gefangenen Robbe lädt Cæcilie, die Mutter der beiden, den Ort zum Kaffemik ein. Beim Kaffeetrinken berichtet Cæcilie vom Qivittoq. Jens erklärt Eva, dass es sich dabei um eine Art Wiedergänger handelt und diese Sage ihren Ursprung darin hat, dass manche Grönländer aufgrund großer Sorge oder eines Gesichtsverlustes beschließen, allein draußen in der freien Natur zu leben und letztlich zu sterben.
Nach dem Kaffemik findet ein Dorftanz statt und Eva tanzt mit Pavia. Das sieht Naja, die daraufhin nicht mit Pavia tanzen will, sondern einen anderen einlädt mit ihr zu tanzen, woraufhin die Umstehenden lachen. Pavia geht nach Hause. Während der Rest tanzt, fällt ein Kind hin und eine Meute Schlittenhunde fällt über es her. Die Wunden sind so stark, dass sie genäht werden müssen. Nun hat Eva via Funk Kontakt mit ihrem Ex-Verlobten. Gemeinsam mit Jens und dem Jungen fahren auch Eva, die zu ihrem Schiff will, und Pavia seines Bootes wegen nach Frederiksminde.
Dort bittet Erik Eva um Vergebung und darum, auf ihn zu warten, denn er wolle bald nach Dänemark zurück. Jens stößt zur Unterredung hinzu und Eva geht mit Jens. Sie fahren ohne Pavia. Jens will Eva vor der Abfahrt noch ein wenig Grönland zeigen. Beim Packen ihrer Sachen unterhält sich Eva mit Naja und überzeugt diese, dass zwischen ihr und Pavia kein Liebesverhältnis besteht.
Jens vergisst seine Abmachungen mit Pavia und feiert festlich in Sermelik mit Eva ihren Abschied. Unterdessen versucht Pavia nun auf sich allein gestellt, Fische zu fangen. Als Pavia ohne Fang nach Hause kommt, wird er von der männlichen Bevölkerung ausgelacht. Gleichwohl Eva sich vorstellen kann, bei Jens zu bleiben, gibt sie sich die Schuld an Pavias Misserfolg und zieht es vor, zurück nach Dänemark zu fahren, um nicht weiteren Ärger zu verursachen. In der hellen Nacht verlässt Pavia die Gemeinschaft und fährt mit seinem Kajak und dem Lachen der anderen in den Ohren ins Inlandeis, wo der Qivittoq leben soll und wohin alle Außenseiter fliehen.
Jens und Nuka suchen nach ihm, aber erst nach Jens’ Sturz in eine Eisspalte beendet Pavia seine Flucht. Zurück in Sermelik wird Pavia von der Gemeinschaft und insbesondere von Naja freundlich willkommen geheißen und Jens stellt fest, dass Eva doch nicht abgereist ist.

## Produktion

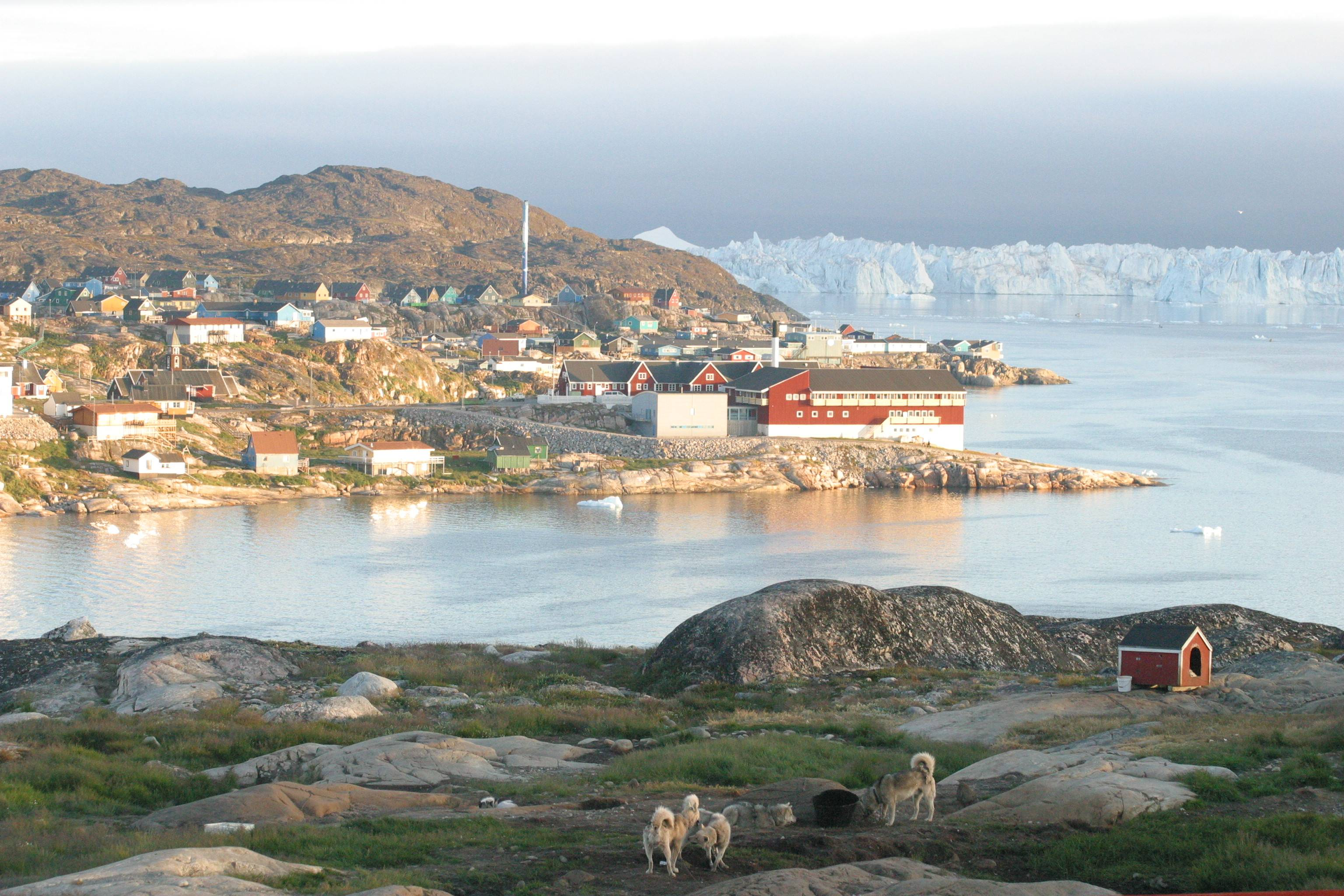
Der Hafen von Ilulissat im Jahr 2004 – hier legte im Film der Schoner an, der Eva Nygaard nach Grönland brachte

Der Film entstand anlässlich des 50. Jubiläums der Nordisk Film. Diese wollte seit der Mitte der 1940er-Jahre einen Grönland-Film drehen.
Im Sommer 1955 fuhren der Regisseur Erik Balling und der Drehbuchautor Leck Fischer nach Grönland, um mögliche Drehorte auszuwählen, anschließend besorgten sie alles Notwendige für die Dreharbeiten unter extremen Bedingungen.
Für drei Monate im Sommer 1956 wurde täglich gedreht. Das erste Filmmaterial konnte jedoch erst einen Monat nach Beginn der Dreharbeiten nach Kopenhagen geschickt werden. Vom Entwicklungsstudio in Kopenhagen bekamen sie zumindest die Rückmeldung, dass das Material technisch in Ordnung sei, in Augenschein nehmen konnten sie es jedoch erst nach ihrer Rückkehr aus Grönland.
Gedreht wurde hauptsächlich in Saqqaq, einem Ort an der Disko-Bucht, mit Einheimischen in den Nebenrollen. Die Szenen auf dem Inlandseis wurden am Fjord Torsukattak aufgenommen und das Schiff Pax der Filmcrew soll das erste Schiff gewesen sein, das diesen je befuhr. Der Drehort für Frederiksminde hingegen war Ilulissat. Die grönländischen Mücken beeinträchtigten die Dreharbeiten. Mindestens eine Szene musste deswegen unter Zuhilfenahme einer Rückprojektion im Studio in Kopenhagen nachgedreht werden.
Der Filmstab bestand aus zehn Personen, darunter Erik Ballings Frau Christa, die für das Make-up zuständig war. Das Drehbuch war, als die Filmaufnahmen begannen, noch nicht fertig, weshalb Erik Balling es an den Abenden fertigstellte.
Die Filmproduktion kostete ungefähr eine Million Dänischer Kronen, was das Dreifache der Kosten für einen durchschnittlichen dänischen Spielfilm war. Die Filmgesellschaft hoffte, da sie das damals politisch aktuelle Thema Grönland wählte, auf Steuerfreiheit, bekam allerdings stattdessen vom Finanzminister Viggo Kampmann, dem Bruder des Drehbuchverfassers Leck Fischer, 15 Prozent Steuernachlass bewilligt.
Der Film hatte am Jahrestag der Nordisk Film, am 6. November 1956, in Kopenhagen im Palads Teater Premiere, wo er bis zum 21. März 1957 gezeigt wurde.
In seiner Biographie zu Erik Balling bezeichnet Christian Monggaard Qivitoq als ersten Film von Ballings Nordischer Trilogie. Der Zweite sei der auf den Färöer gedrehte Tro, håb og trolddom (1960) und der Dritte Pigen Gogo (1962), welcher auf Island entstand.
2011 erschien der Film in digital restaurierter Fassung auf DVD. Ein Teil der originalen Tonspur sowie die Vorspanntitel waren nicht mehr erhalten. Ersterer wurde mithilfe einer bewahrten Kinorolle ersetzt, wohingegen die Titel nach der Vorlage aus der erhaltenen Kopie neu gezeichnet wurden. Des Weiteren war man sich nicht sicher, ob der Film im Format 1,66:1 (Breitbildformat) oder im Normalbild gezeigt wurde. Für die Restaurierung entschied man sich für das Breitbildformat. Zudem wurden unter anderem die Farben des Films korrigiert und Flecke entfernt.

## Rezeption

### Auszeichnungen
1957 wurde er als erster dänischer Film in der Kategorie Bester fremdsprachiger Film für den Oscar nominiert. Der Film lief auch im Wettbewerb für die Goldene Palme in Cannes 1957. Dort gewann er den „Prix du documentaire romanesque“.

### Kritiken
Gleichwohl der Film ein großer Publikumserfolg war, waren die Rezensionen nicht durchweg positiv. Davon ausgenommen waren jedoch zumeist die Filmaufnahmen. Später kritisierte gar Erik Balling den Film, der immerhin seine einzige Oscar-Nominierung blieb.

#### Zeitgenössische Kritiken
Svend Kragh Jacobsen, Rezensent der Berlingske Tidende, bezeichnete den Film als „gut“ („god film“), der „Wahrheit und Menschlichkeit“ böte („sandhed og menneskelighed“).
Harald Engberg von der Politiken war voll des Lobes für den Drehbuchautoren: „Leck Fischer hat die Aufgabe gelöst alles mitaufzunehmen: Alte Hütten und die neuen Siedlungsbauten, Kajaks, die Eskimorollen machen, Kutter, die Fisch fangen, alte Bräuche und sonderlichen Aberglauben sowie fantastische Naturerscheinungen, süße Grönländerkinder samt bissigen Hunden, den tüchtigen Poul Richhardt und die liebliche Astrid Villaume, hinzu kommen erotische Krankenschwestern, charakterschwache Ärzte, Kaffemik und Tanz auf der Tenne, sowohl den sympathischen Gunnar Lauring als auch unentbehrliche Urtypen beiderlei Geschlechts [...].“ („Leck Fischer har løst opgaven at få det hele med: både gammle rønner og de nye beboelseshuse, kajakkerne, der kan slå kolbøtter, og kutterne, der kan fange fisk, gammel sæd og sær overtro og fantastiske naturfænomener, søde grøndlænderbørn og glubske hunde, den brave Poul Richhardt og den søde Astrid Villaume, dertil erotiske sygeplejersker, karaktersvage læger, kaffemik og bal på tennet, samt den hyggelige Gunnar Lauring foruden lige så uundværlige folketyper af begge køn [...].“) Letztlich kommt Engberg jedoch zu dem Schluss, dass dem Film Lebendigkeit und „menschliches Drama“ fehle („alt for lidt levende film og menneskeligt drama“).
Anlässlich der Premiere des Films in Nuuk schrieb Chr. Berthelsen in der Atuagagdliutit, dass der Film gut („god film“) sei und sowohl beim grönländischen als auch beim dänischen Publikum gut angekommen sei („har fået en fin modtagelse såvel af det grønlandske som af det danske publikum“). Wohingegen das Mitglied von Grønlands Landsråd, Jørgen C. F. Olsen, in einem Leserbrief an dieselbe Zeitung feststellte, dass der Film „ein völlig falsches Bild vom Leben und Verhalten der Dänen in Grönland zeige“ („viser et helt forkert billede af danskernes liv og opførsel heroppe“); weder seien die Dänen auf Grönland Engelchen („små engle“) noch wären die Grönländer so dumm wie dargestellt, dass sie bei jeder Kleinigkeit ‚qivitoq gingen‘. „Wenn dem so wäre, so wären wir bereits alle qivitoq gegangen.“ („Hvis det var sådan, så var vi ‚gået qivitoq‘ allesammen.“) Die Handlung des Filmes wirke „fremd“ („virker fremmed på os“).

#### Meinung des Regisseurs
Erik Balling, der Regisseur, äußerte sich in einem Interview von 1974 negativ über den Film. Dessen enormer Erfolg erkläre sich vor allem über dessen Bilder. Die Geschichte selbst sei weder seriös genug noch witzig genug gewesen, sondern so ein Zwischending. Er hätte gründlicher recherchieren müssen. Ursächlich wäre das Fehlen der täglichen Aufnahmeprüfung sowie der Zeitmangel gewesen.

#### Spätere Bewertungen
Christian Monggaard betrachtete den Film als „Kuriosum“, dessen einzelne Teile das „dänische Melodram“ („[d]et danske melodrama“), die humoristischen Einschübe („de humoristiske indslag“) sowie zwischendrin das „fast dokumentarische, wenn auch offenbar nicht äußerst wahrhaftige, Portrait Grönlands und des Alltags der Einheimischen“ („det indimellem næsten dokumentariske – og åbenbart ikke voldsomt sandfærdige – portræt af Grønland og de indfødtes hverdag “) kein zufriedenstellendes Ganzes bildeten („føjer sig ikke sammen til en tilfredsstillende helhed“).
Die Oscarnominierung war Mongaard zufolge auch der geringen Konkurrenz geschuldet, da der Preis in dieser Kategorie zum ersten Mal verliehen wurde und nur etwa ein Dutzend Länder Beiträge entsandten. Der Akademie habe aber sicher ebenso die damals populäre Mischung von Melodram und Exotik gefallen, die zudem in fantastischen Bildern dahergekommen sei.
Der Filmkritiker Morten Piil schätzte an dem Film vor allem die Arbeit des Kameramanns Poul Pedersen. Dessen „farbenleuchtende Aufnahmen vom Eismeer“ („farvelysende optagelser fra ishavet“) seien die „unmittelbarste Trumpfkarte“ („mest unmiddelbar trumfkort“) des Films.
Kim Toft Hansen bewertete den Film als thematisch „kritisierbar“ („kritisabel“) und als „zeitgebunden“ („tidsbundet“). Die grönländische Kultur werde aus einer kolonialistischen Perspektive gezeigt, nämlich als „hilflos“ („ubehjælpelig“), weshalb den Dänen „die Bürde zukäme, die Kolonie auszubilden und weiterzuentwickeln“ („bærer byrden for at uddanne og videreudvikle kolonien“). Stilistisch habe Qivitoq jedoch dank der Arbeit Poul Pedersens „meisterhafte Momente“ („momentvist et mesterværk“) vorzuweisen.